# ライブドアネットアニメ
ライブドアネットアニメは、かつて存在したアニメサイト。
ライブドアとファンワークスのタイアップ企画で、「やわらか戦車」、「暗黒キャット」、「くわがたツマミ」（2007年3月よりtumami.jpより移転）、「どろぼー夫婦」などの人気短編アニメを配信していたWebサイトである。

## 概要
- ネトアニシアター - やわらか戦車など人気作品の配信。週一回更新。
- 特集 - インタビューやイベントレポート。週一回更新。中京テレビ「ウキ→ビジュ」もここで配信されていた。
- 投稿・コンテスト - 一般からの投稿の紹介。随時受け付けている。
- 2008年よりネトアニホームページのデザインが変更された。

## 主な掲載作品（人気作品）
- やわらか戦車 - ラレコ
- モフ☆モフ - ちぃ
- THE BROTHER Naked - The BERICH
- くわがたツマミ - ラレコ
- 暗黒キャット - 作田ハズム
- くりぐま - ぺけちゃん
- マジデカ。 - みやかけお
- どろぼー夫婦 - Spooky graphic
- ネットマン2.0 - yadiweb
- 寡黙なお嬢様 - ヒロ
- 花山院ですが何か？ - 月見堂
- ホシノ☆オニオン - 森野あるじ
- いぬかい部長 - スタジオ607

## 投稿のルール
.swfまたは.wmvの形式で、Windows Media PlayerもしくはAdobe Flash Playerで再生可能なファイルのみ。なるべく5分未満、単一のファイルで動作するのが条件。
締め切りは毎週火曜日24時。livedoor会員になれば、誰でも投稿できる。新作でも旧作でも可。著作権は製作者に帰属。また、優秀作品にはlivedoorポイントが送られる。